# Ulrich Diestelhorst
Ulrich Diestelhorst (* 1957 in Herne) ist ein ehemaliger deutscher Basketballspieler, der 1977 als Nationalspieler zwei Spiele für den Deutschen Basketball Bund absolvierte.

## Werdegang
Der 1,97 Meter große Diestelhorst spielte in den 1980er Jahren in der 1. Basketball-Bundesliga beim SSV Hagen (später Brandt Hagen). Dort trug er immer die Trikotnummer 11. In der Saison 1981/1982 stand die Mannschaft in der Finalrunde, die diese verlor. Im Endstand der Saison belegten sie den dritten Platz der 1. Liga. 1982 wurde er von den Lesern der Fachzeitschrift Basketball zum Basketballer des Jahres gewählt. 1985 wechselte er zum Zweitligisten TuS Herten in die damalige 2. Bundesliga Nord und beendete 1989 seine Karriere.
Bis zu seiner Pensionierung 2021 war  Diestelhorst Lehrer für Mathematik, Sport, Kunst und Musik an der Städtischen Gesamtschule Holsterhausen. Als Schlagzeuger spielt er in der Rockband Good Vibration aus Wanne-Eickel und in der Gelsenkirchener Band All Our Friends Are Dead.